# Osmia

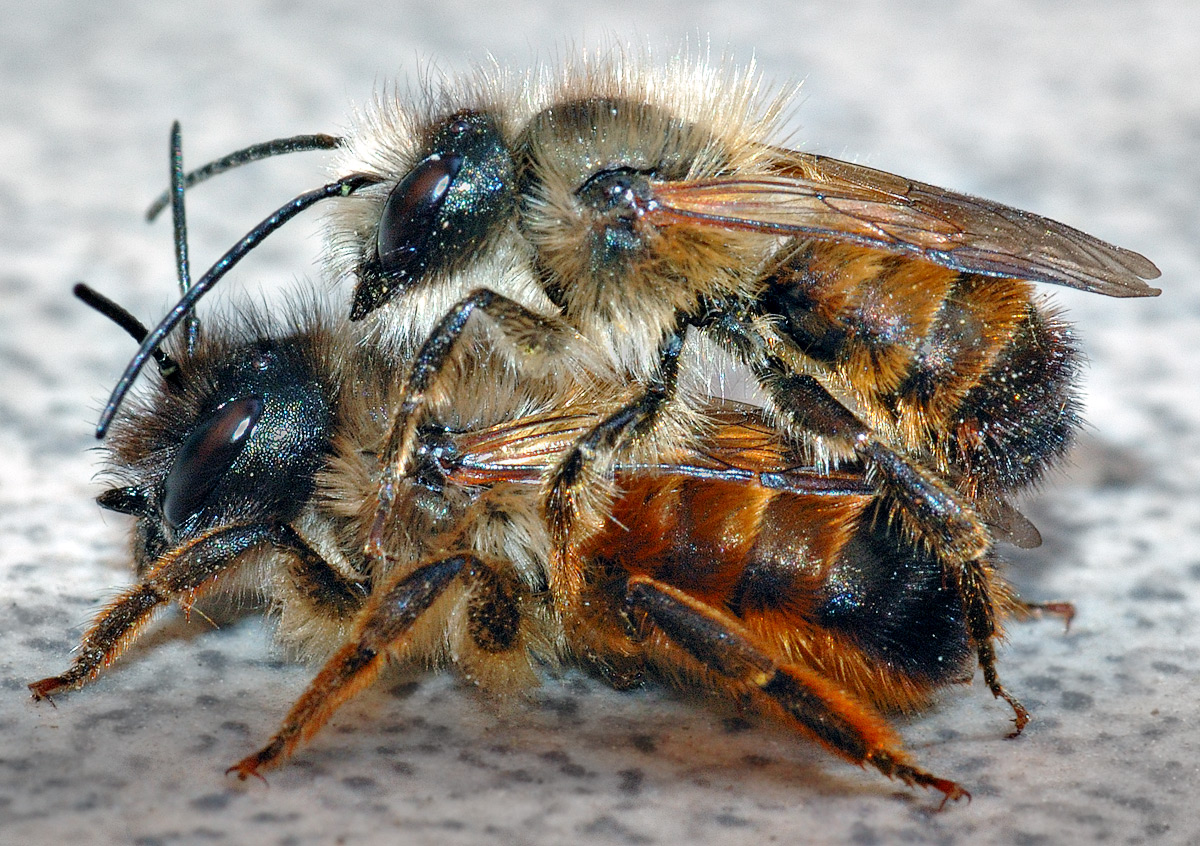
Osmia rufa apareándose

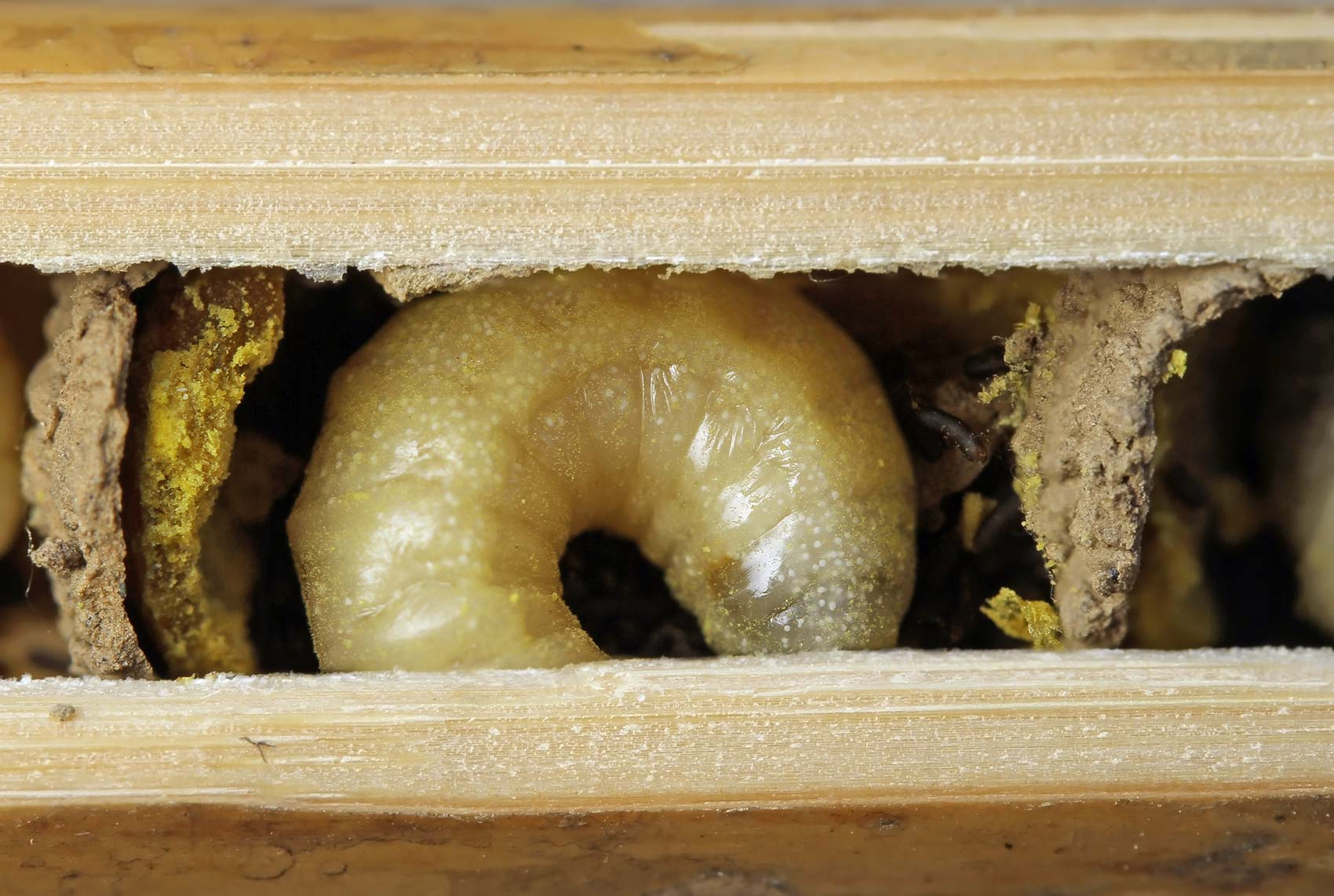
Osmia cornuta, larva

Osmia es un género de abejas de la familia Megachilidae, a veces llamadas abejas albañilas por construir tabiques de barro que separan las celdas de sus nidos.
Varias especies son usadas como polinizadores por los agricultores, en especial la abeja japonesa, Osmia cornifrons, la abeja azul Osmia ribifloris y la abeja de los huertos Osmia lignaria.
Algunas son de color azul oscuro metálico, otras son negras. Son de tamaño similar a las abejas domésticas, Apis mellifera. Llevan la escopa en el abdomen y ésta es muy visible cuando está cargada de polen.
Construyen sus nidos en tallos huecos o en agujeros en la madera. Son solitarias, a diferencia de la abeja doméstica, es decir que cada hembra es fértil y se ocupa de sus propias crías.

## Ciclo vital
Los adultos emergen en la primavera, primero los machos, que se quedan cerca del nido esperando a las hembras. Cuando emergen éstas, tiene lugar el apareamiento. Los machos mueren poco después y las hembras se ocupan de encontrar y aprovisionar los nidos.
La abeja inspecciona varios antes de decidirse por uno. Acumula polen, que amasa con néctar y saliva, al final del tubo que es su nido. La abeja necesita visitar muchas flores para coleccionar suficiente polen y néctar para una cría. Cuando así lo ha hecho, deposita un huevo encima de la masa de polen y construye un tabique. A continuación empieza a almacenar polen nuevamente y sigue así construyendo nuevas celdillas hasta completar el agujero. El tabique final es más grueso y fuerte que los anteriores. Después, si tiene tiempo, busca otro agujero e inicia otro nido.
Las larvas consumen su alimento y al final del verano llegan a su tamaño final. Construyen capullos donde pasar el período de pupa. Completan su desarrollo al final del verano o en otoño y los adultos permanecen en estado de hibernación hasta la primavera siguiente. Toleran temperaturas de menos de 0 °C.

## Uso en agricultura
Aunque no producen miel o cera, se las usa en agricultura en varios países del mundo como polinizadores de frutas y nueces. Usan los nidos artificiales que se les proporcionan. Los polinizadores comerciales incluyen las siguientes especies: O. lignaria, O. bicornis, O. cornuta, O. cornifrons, O. ribifloris, y O. californica. Se los suele usar en combinación con colmenas de la abeja doméstica, Apis mellifera. Pueden ser transportadas en sus nidos artificiales o en forma de capullos de pupa. Como otras abejas solitarias son relativamente dóciles y si llegan a picar, no suele ser muy doloroso.